# Glacicavicola
Glacicavicola é um género de escaravelho da família Leiodidae.
Este género contém as seguintes espécies:
- Glacicavicola bathysciodes